# Місцеві вітри
Місце́ві вітри́ — вітри, що утворюють характерний для даного регіону режим погоди і мають велику повторюваність (фен, сироко, самум, хамсин, чинук, баргузин, бора тощо).

## Походження
Прояв місцевих циркуляцій, незалежних від загальної циркуляції атмосфери. Наприклад, це бризи по берегах морів і великих озер. Розходження в нагріванні берега і води вдень і вночі створюють уздовж берегової лінії місцеву циркуляцію. При цьому в приземних шарах атмосфери вітер дме вдень з моря на більш нагріту сушу, а вночі, навпаки, з охолодженої суші на море. Характер місцевої циркуляції мають також гірсько-долинні вітри.
Місцеві зміни (збурювання) течій загальної циркуляції атмосфери під впливом орографії або топографії місцевості. Такий, наприклад, фен — теплий вітер, що дує гірськими схилами у долини, коли течія загальної циркуляції перевалює гірський хребет. Спадний рух фена, пов'язаний з підвищенням температури повітря, є наслідком впливу хребта на загально циркуляційну течію. Впливом орографії пояснюється і бора з різними його різновидами.
Рельєф місцевості може створювати також посилення вітрів у деяких районах до швидкостей, що значно перевищують швидкості в сусідніх районах. Такі локально посилені вітри певного напрямку також відомі в різних районах під різними назвами як місцеві вітри. Іноді особливі властивості додає місцевому вітру проходження повітря над сильно нагрітою і сухою поверхнею, наприклад пустелі, чи, навпаки, над поверхнею, що сильно випаровує (водяною).
Сильні вітри або такі, що мають особливі властивості у певному районі, які є течіями загальної циркуляції. Інтенсивність їхнього прояву і їхня характерність для певного географічного району є наслідком механізму загальної циркуляції, географічного розподілу синоптичних процесів. У цьому значенні називають місцевим вітром, наприклад, сироко на Середземному морі.
Крім сироко, відомі численні місцеві вітри в різних місцях Землі, що мають особливі назви, як-от самум, хамсін, афганець і ін.

## Приклади

### Афганець
Афганець — сухий, пекучий вітер з пилом, який дме в Середній Азії (в Афганістані його називають кара-буран, що означає «чорна буря»).
Дме кілька днів підряд, часом до чотирьох діб.